# Sonic Dream Collective
Sonic Dream Collective – szwedzki zespół, który powstał w Upssali. Tworzyli go piosenkarka oraz autorka wszystkich tekstów Linn Engström, Jon Hällgren – współautor tekstów oraz producent Anders Wågberg. W latach 1994–1997 nagrywali we własnym studio (Flying Duck Music) pod opieką Stefan Warnberga. Ich największym sukcesem okazał się single ‘Oh Baby All’ i przede wszystkim „Don't Go Breaking My Heart" promujące ich debiutancki album ‘Gravity’, wydany w 1995 roku. Ostatni z wymienionych singli doczekał się też polskiej wersji pt. „Nie jestem zła" w wykonaniu Magdaleny Sokołowskiej posługującej się pseudonimem Magdalena. Polska wersja utworu „Don't Go Breaking My Heart" została wydana w 1995 roku a więc tym samym co oryginał i wchodził w skład składanek z muzyką disco polo wydanych przez wytwórnie Omega Music. Po ciepłym przyjęciu zespołu Sonic Dream Collective w Europie zdecydowano się na wydanie albumu na światową skalę: wzbogacone wersje krążków trafiły do USA oraz Japonii. W 1998 roku podpisano umowę z wytwórnią Rmixed Records, która w tym samym roku wydała ich drugi studyjny album ‘Dustproof’. Nazwę zespołu z Sonic Dream Collective zmieniono na Sonic Dream. Linn pobrała się wkrótce z Andersem. Dalsze losy zespołu są nieznane.

## Albumy
- Gravity 1995
- Gravity US. 1997
- Dustproof 1998

## Single
- Take Me Back 1994
- Don't Go Breaking My Heart 1995
- Don't Go Breaking My Heart (Remixes) 1995
- Oh, Baby All 1995
- I Wonder Why 1995
- I Wonder Why (Remixes) 1996
- Happy Tune 1996
- Don't Go Breaking My Heart 1997
- Dig Deeper 1997
- Love 1997
- Heaven Knows 1998
- Pray 1998
- Taking Five 1999